# Wolfgang E. Biedermann
Wolfgang E. Biedermann (geboren als Wolfgang Erich Hessler, * 5. April 1940 in Plauen/Vogtland; † 13. Februar 2008 in Leipzig) war ein deutscher abstrakter Maler und Grafiker.

## Leben
Wolfgang E. Biedermann war der Sohn von Kurt Paul Erich Nabor, Jurist aus Hannover und Klara Elfriede Hessler, Stenotypistin aus Oelsnitz/Vogtland. Während des Krieges wurde Biedermann von dem Kürschner-Ehepaar Karl und Amanda Biedermann adoptiert. Wolfgang E. Biedermann wuchs in Leipzig in der Rosentalgasse 10a auf, wohin Biedermanns nach dem Krieg zogen.
Bereits als Gymnasiast wurde Wolfgang E. Biedermanns künstlerisches Talent von Ursula Mattheuer-Neustädt erkannt. Sie beförderte ihn in das Abendstudium der Hochschule für Grafik und Buchkunst (HGB) Leipzig. Nach seinem Abgang von dem Leibniz-Gymnasium 1958 begann Biedermann eine Lehre als Werbegrafiker in Leipzig und arbeitete dann als solcher. Von 1961 bis 1967 studierte er an der HGB freie Grafik und Malerei bei Hans Mayer-Foreyt, Fritz Fröhlich und Gerhard Kurt Müller. Das Diplom durfte Wolfgang E. Biedermann auf Weisung des Ministeriums für Kultur der DDR nicht ausgehändigt werden. Kulturminister Klaus Gysi kam persönlich nach Leipzig, um sich die Diplomarbeit anzusehen. Anstelle eines Diploms erhielt Wolfgang E Biedermann nur ein Abschlusszeugnis mit Bestnote im Bereich Malerei/Grafik/Drucktechniken.
Seit 1968 war Biedermann als freischaffender Künstler in Leipzig tätig, wobei er bis 1972 vor allem gebrauchsgrafische Arbeiten für die Leipziger Messe ausführte.
Er unternahm Studienreisen nach Polen, Frankreich und Indonesien sowie in die UdSSR und in die USA. Von 1968 bis 1990 war er Mitglied des Verbandes Bildender Künstler der DDR und seit 1996 Mitglied der Freien Akademie der Künste zu Leipzig.
Biedermann heiratete 1962 Ingrid Kopperger (geb. 1940). 1968 wurde ihr Sohn Wolf-Erik Biedermann geboren, der als Architekt und Projektmanager in der Schweiz lebt und arbeitet. Das in den 1970er Jahren erworbene Haus in Leipzig - Gohlis diente bereits zu DDR-Zeiten als Wohn- und Arbeitsort der Begegnung von Künstlern aus Ost und West. 1993/94 entstand in Zusammenarbeit mit seinem Sohn in der Braunschweiger Straße 20 in Leipzig-Gohlis ein moderner Neubau eines Atelierhauses mit einer Produzentengalerie, geplant für Ausstellungen Sächsischer Künstler.
Ausgelöst durch einen Brand 2003, wurden nicht nur viele Bilder, sondern auch das im Atelierhaus vorhandene Archiv zerstört. Biedermann war einer der wenigen ostdeutschen Künstler der Abstraktion.
Zu Lebzeiten wurde seine Kunst zuerst vom Kunsthistoriker Klaus Werner kuratiert und ausgestellt. Nach dessen Demenz-Erkrankung übernahm zwischenzeitlich Peter Lang die Kuration der Arbeiten und koordinierte die öffentlichen Auftritte. In den letzten Lebensjahren Wolfgang E. Biedermanns wurde die Kuration seiner Arbeiten von Claus Baumann übernommen. Sein Nachlass wird von Ingrid Biedermann und seinem Sohn Wolf-Erik Biedermann verwaltet.

## Biedermann begegnet Beuys
Die einmalige Begegnung mit dem deutschen Aktionskünstler Joseph Beuys hatte große Auswirkungen auf Biedermann. Der 23. Oktober 1981 war der einzige Tag, an dem Joseph Beuys die DDR besucht hat. Nach stundenlangen Querelen am Check-Point-Charly genehmigte man Beuys die Teilnahme an der Eröffnung seiner Ausstellung „Multiplizierte Kunst 1965 - 1981“ in der Ständigen Vertretung der Bundesrepublik Deutschland in Ostberlin an der Hannoverschen Straße.
Nach diesem Aufeinandertreffen brauchte es mehrere Jahre des Experimentierens, bis Biedermanns serielle großformatige Bilder entstanden, die er von oben bis unten und von links nach rechts handschriftlich beschrieb.

## Werk
Das künstlerische Schaffen von Wolfgang E. Biedermann reichte von 1960 bis 2008. Sein Œuvre zeichnet sich durch die Entwicklung einer eigenen Technik aus. Neben Zeichnungen und Skizzen des Frühwerks zu Studienzwecken beschäftigte er sich im Laufe der Jahre vor allem mit Druckpraktiken. Es entstanden zahlreiche abstrakte Gemälde und Papierarbeiten im Farbradierungs- und Siebdruckverfahren sowie im Mehrplattenüberdruck. Biedermann setzte dabei auf unterschiedliche Schichtungen mittels verschiedener Techniken von Grafik und Malerei. Er befasste sich dabei eingehend mit der Überzeichnung und Übermalung seiner Arbeiten. Sich wiederholende Motive sind Symbole, Zeichen, Chiffren und Schriften, die sich an asiatische Kalligraphen anlehnen.
Ebenso intensiv setzte sich Biedermann inhaltlich mit philosophischen Schriften von Peter Sloterdijk und mit Briefen aus dem Nachlass Friedrich Schillers auseinander, die er in die Bilder transponierte. Seine farbintensiven Bilder spiegeln „innere Landschaften“. Diesen Begriff prägte Klaus Werner bereits 1980 für das Gesamtwerk Biedermanns.
Biedermann hatte eine bedeutende Zahl von Einzelausstellungen und Ausstellungsbeteiligungen. Er konnte schon vor der deutschen Wiedervereinigung im westlichen Ausland ausstellen und war in der DDR u. a. von 1977 bis 1988 an der VIII. bis X. Kunstausstellung der DDR in Dresden vertreten.
Anlässlich seines 50. Geburtstag stellte das Lindenau-Museum in Altenburg im Jahr 1990 eine umfassende Auswahl von 130 Werken aus. Die NordLB – Art, Hannover begleitete seinen weiteren Schaffensprozess fast zehn Jahre mit Werkstandorten in Berlin (Sony Center), Singapur, Zürich und Hamburg. Auf der EXPO 2000 in Hannover waren zwölf seiner großformatigen Werke im deutschen Pavillon zu sehen. Teile seines Œuvres wurden auch außerhalb von Deutschland unter anderem in Tokio, Paris, Damaskus, Bilbao, Listovel, Mulhouse, Grenchen, Basel und Fredrikstad ausgestellt.

## Beteiligungen an Happenings der Künstlergruppe „Clara Mosch“
Biedermann beteiligte sich von 1975 bis 1985 an verschiedenen Happenings und Performances der Künstlergruppe „Clara Mosch“ aus Karl-Marx-Stadt, heute Chemnitz. Er nahm unter anderem 1980 mit anderen Künstlern wie Hans-Hendrik Grimmling, Michael Morgner, Thomas Ranft und Gregor-Torsten Kozik (geb. Schade) an der Aktion „Künstler fressen Heu“ teil. Dabei standen die Künstler auf einer Weide, beugten sich über ein Gestell und aßen Heu.
Klaus Werner initiierte mit den Künstlern experimentelle Installationen im Freien: „Pleinairs“ in der Tradition französischer Impressionisten, die u. a. 1975 in Ahrenshoop / Darss, 1976 auf der Ostrauer Scheibe / Bad Schandau, 1976 in Tabarz / Thüringen und 1979 Gager auf Rügen stattfanden.
Die Happenings und Performances zählen zu den ersten frühen Umweltaktionen, die von autonomen Künstlern unter Erschwernissen durchgeführt wurden. Berühmt wurde die vom 17.–30. September 1977 stattgefundene Land-Art-Aktion in Leussow/ Mecklenburg-Vorpommern. Teilnehmer waren Biedermann und die Clara Mosch-Gruppe. Auf einem freien Feld entstand das, was der damalige Verbandspräsident Willi Sitte dem IX. Plenum eilfertig als „ungehörigen Kunstbegriff ohne irgendwelche künstlerischen Kriterien“ erläuterte. Dieses bezog sich auf die Erstellung und den Titel „Leussow Recycling“. Aus Abholzungen wurden bis zu zehn Meter hohe Holzobjekte genagelt. Vier Künstler waren daran beteiligt: Wolfgang E. Biedermann, Michael Morgner, Thomas Ranft und Gregor-Torsten Kozik (Schade). Die Erstellung der Land-Art und das Verbrennen auf dem Feld wurden von Ralf-Rainer Wasse auf einem 8-mm-Kamerafilm und auf Fotos dokumentiert. Die Asche wurde in Reagenzgläser zu einem Multiple recycelt und zusammen mit kleinen Grafiken der vier Künstler, der Fotodokumentation und einem Text von Klaus Werner in einem Holzkoffer verstaut, der eine Auflage von 15 Exemplaren hatte. Diese Koffer und die Dokumentation erregten große Aufmerksamkeit in der DDR. Ein 8-mm-Film entstand auch im Pleinair „Wanderung über den Hiddensee“. Gemäß dem Titel liefen die Künstler Biedermann, Morgner, Ranft und Kozik (Schade) stundenlang über die Insel. Nuria Quevedo gastierte.

## Ausstellungen (Auswahl)

### Einzelausstellungen
- 1977: Galerie im Club „Pablo Neruda“, Galerie Barthel + Tetzner GmbH, Karl-Marx-Stadt/ Chemnitz
- 1979: Galerie am Sachsenplatz (mit Agathe Böttcher und Dagmar Ranft-Schinke), Leipzig
- 1979: Galerie am Steinweg, Suhl
- 1980: Galerie Arkade, Berlin (Ausstellungskatalog von Dr. Klaus Werner)
- 1980; 1986; 1987: Galerie erph, Erfurt
- 1980: Galerie am Boulevard, Rostock
- 1981: Greifengalerie, Greifswald
- 1984: Galerie unter den Linden, Berlin (Ausstellungskatalog)
- 1987: Galerie Linneborn, Bonn
- 1988: Kubetz-Zenker, Frankfurt/Main
- 1988: Schillermuseum, Weimar
- 1988: Galerie am Thomaskirchhof, Leipzig (Ausstellungskatalog mit Text von Dr. Klaus Werner)
- 1990: Lindenau-Museum, Altenburg (Ausstellungskatalog)
- 1992: Bayerische Vereinsbank, Leipzig
- 1992/93: Galerie am Markt, Cottbus
- 1994/95: ALAPE, Ausstellungszentrum Goslar-Hanhdorf
- 1994/95: Galerie am Sachsenplatz, Leipzig
- 2000: Galerie Nord/LB Art, Hannover (Ausstellungskatalog)
- 2005: Kunsthalle im Landgericht Hannover
- 2007: Sächsische Kunstwerk GmbH Leipzig

### Gruppenausstellungen
- 1969: Kupferstichkabinett der Staatlichen Museen, Berlin
- 1974: „25 Jahre Grafik der DDR“, Altes Museum/Berlin
- 1975: „Farbige Grafik in der DDR“, Staatliche Museen Schwerin
- 1975: „DDR-Grafik“, Tokio, Japan
- 1975: „DDR-Grafik“, Berlin/West
- 1976: „Junge Künstler der DDR“, Altes Museum, Berlin
- 1976: 7. Internationale Triennale der Druckgrafik, Grenchen, Schweiz
- 1978/80/82: 4./5./6. Biennale der Druckgrafik, Fredrikstad, Norwegen
- 1978: „Naturgestalt und Verwandlung“, Nationalgalerie, Berlin
- 1978: Farbradierungen, Galerie Berlin/ Berlin
- 1978: Grafik-Biennale, Krakau, Polen
- 1980: 4. Europäische Grafikbiennale, Mulhouse, Frankreich
- 1981: Gruppenausstellung (mit Joachim Jansong), Galerie Nord, Leipzig
- Hand-Zeichnung-Triennale, Wroclaw, Polen, 1981
- 1981: Musée d’Art Moderne de la Ville de Paris, Paris; Le Havre, Frankreich
- 1982: Internationale Grafikbiennale, Bilbao, Spanien; Listowel, Irland
- 1982: Kunstmesse, Basel, Österreich
- 1983: Internationale Grafikbiennale Stockholm, Schweden
- 1983: „Zeichnungen von 50 Künstlern aus der DDR“, Galerie am Sachsenplatz, Leipzig
- 1984: Estampe du Rhin, Strasbourg, Frankreich
- 1991: Dresdner Bank AG, Leipzig
- 1990er Jahre: „Leipziger Künstler“, Kunsthalle der Sparkasse Leipzig, Leipzig
- 1992/93: „Kunst aus Sachsen“, Wirtschaftsministerium, Berlin
- 1992/93: Kunsthaus Tumulka, München
- 1993: „Entgrenzung“, Ausstellung der Nord/ LB Hannover, München; Berlin; Bonn; Magdeburg; Schwerin; Hannover
- 1997: „Lust und Last“, Leipziger Kunst seit 1945, Museum der bildenden Künste, Leipzig; Germanisches Nationalmuseum, Nürnberg
- 1998: „Visuelle Poesie“, Deutsche Bibliothek, Frankfurt am Main; Berlin; Leipzig
- 1999/2000: „Zeit – Bilder – Kunstobjekte, Sachsen – heute“, Ausstellung der Nord/LB zum 60. Geburtstag in Hannover „Nord/LB-Art“, Wanderausstellung NRW und Brüssel, Belgien
- 2000: Deutscher Pavillon, EXPO 2000, Hannover

## Werke in Sammlungen (Auswahl)
- Deutscher Bundestag, Berlin
- Deutsche Bundesbank und deutsche Bank AG, Frankfurt am Main
- Nord-LB, Hannover + NL Hamburg, Zürich, Singapur
- Dresdner Bank AG, Leipzig
- Lindenau-Museum, Altenburg
- Bayerische Vereinsbank, Leipzig
- Deutsches Buch- und Schriftmuseum (Deutsche Nationalbibliothek), Leipzig; Frankfurt/Main
- Kunstsammlung der Sparkasse, Leipzig
- Sony-Center, Berlin
- Verschiedene private und öffentliche Sammlungen

## Auszeichnungen und Stipendien
- 1978–81: Diplom der Hand-Zeichnung-Triennale in Wroclaw.
- 1979: Kritikerpreis: 100 ausgewählte Grafiken.
- 1979: Albert-Einstein - Medaille der Akademie der Wissenschaften Berlin
- 1980er: Studienaufenthalt in der Villa Massimo, Rom (wegen Reiseverbots durch den Verband Bildender Künstler der DDR nicht angetreten)

## Ausstellungskataloge (Auswahl)
- Wolfgang E. Biedermann. Innere Landschaften. Galerie ARKADE (Galerie und Text von Dr. Klaus Werner), Berlin 1981
- Wolfgang E. Biedermann. Grafik und Malerei. Galerie am Thomaskirchhof (mit Text von Dr. Klaus Werner), Leipzig 1988
- Wolfgang E. Biedermann. Schichtungen. Lindenau-Museum. Altenburg 1990
- Wolfgang E. Biedermann, Visuelle Poesie, Deutsche Bibliothek 1998; in Frankfurt am Main, Berlin, Leipzig
- Wolfgang E. Biedermann. Archen, Schriftwege, Weltgrenzen. Nord LB-Art, Hannover 2000